# عبقة أمريكية
عبقة أمريكية (الاسم العلمي:Osmanthus americanus) هي نوع من النباتات تتبع جنس العبقة من الفصيلة الزيتونية.